# عین کفرزبد
عین کفرزبد (به عربی: عین کفرزبد) یک منطقهٔ مسکونی در لبنان است که در شهرستان زحله واقع شده‌است. عین کفرزبد ۱٬۰۰۰ متر بالاتر از سطح دریا واقع شده‌است.